# Junggesellen-Schützen-Gesellschaft „St. Lambertus“ Lantershofen
Die Junggesellen-Schützen-Gesellschaft „St. Lambertus“ Lantershofen e. V. ist eine Schützenbruderschaft mit Sitz in Lantershofen, einem Ortsteil der Gemeinde Grafschaft, deren Wurzeln bis in das Jahr 1492 zurückdatiert werden können. Sie steht unter dem Patronat des Heiligen Lambert von Lüttich. Die ausschließlich männlichen Mitglieder der Gesellschaft müssen in Lantershofen leben, mindestens das 17. Lebensjahr vollendet haben und unverheiratet sein sowie sich eines unbescholtenen Rufes erfreuen. Dem Verein kommt eine zentrale Funktion für den Erhalt von Brauchtum und Tradition innerhalb des Ortes zu.

## Geschichte der Gesellschaft
Die Junggesellen-Schützen-Gesellschaft „St. Lambertus“ Lantershofen hat zwei Wurzeln in deren Tradition sie sich sieht. Zum einen sind dies die Schützenbruderschaften wie sie im späten Mittelalter als eine Art Bürgerwehr entstanden. Die erste urkundliche Erwähnung eines Lantershofener Schützenwesens, auf dessen Tradition sich die Gesellschaft heute beruft, stammt aus dem Jahr 1492, als Schützen aus Lantershofen in den Ahrweiler Stadtrechnungen Erwähnung finden, da sie die Fronleichnamsprozession in Ahrweiler begleiteten. Zum anderen besteht in den gegen Ende der frühen Neuzeit entstehenden Junggesellenvereinen ein unmittelbarer Vorläufer der heutigen Junggesellen-Schützengesellschaft. Ein erster Hinweis auf diese Wurzel stammt aus dem Jahr 1835, aus dem eine Auflistung von drei neuaufgenommenen Mitgliedern des Lantershofener Junggesellenvereins überliefert ist. Ebenfalls aus dem Jahr 1835 stammen eine Reihe von Statuten, in denen die Mitglieder des Junggesellenvereins dazu angehalten werden, „treu die alten Sitten und Gebräuche zu bewahren und auszuüben“. Damals stellten die alljährliche Versteigerung von Mailehen und das sogenannte „Jüra holen“ die wichtigsten Betätigungsfelder des Vereins dar. Die Tradition des „Jüra holens“, bei der auf Hochzeiten eines Lantershofener Mädchens mit einem nicht aus dem Ort stammenden Bräutigam dieser den Vertretern der Gesellschaft eine Spende, die Jüra, übergibt, wird auch heute noch fortgeführt.

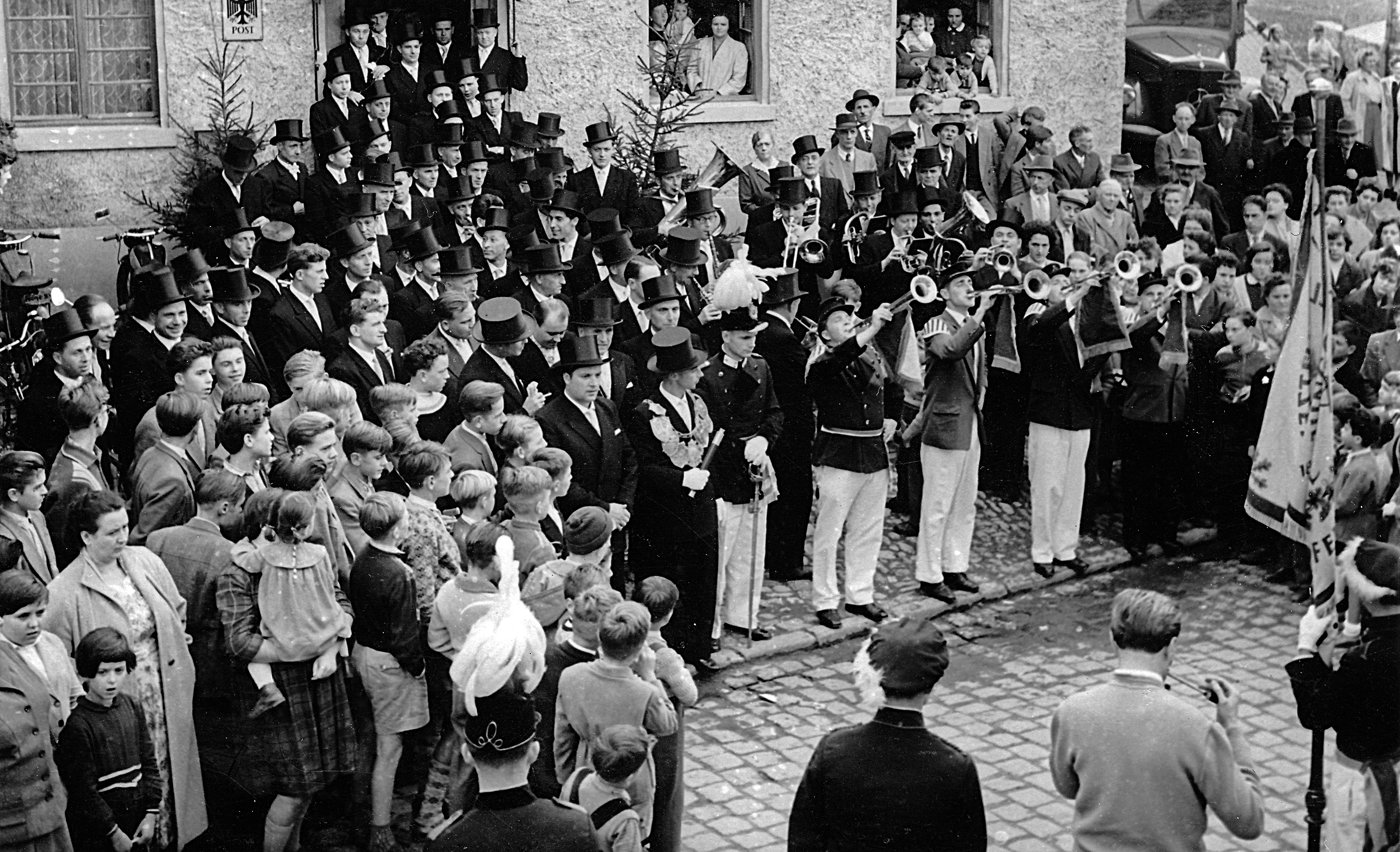
Kirmes in Lantershofen 1957

1879 wurde eine Gesellschaftsfahne mit einem Porträt des Heiligen Lambert von Lüttich geweiht, welche die Gesellschaft bis 1967 verwendete und die bis heute erhalten ist. Die große Bedeutung, die der christliche Glaube für die Mitglieder des Junggesellenvereins hatte, wird auch darin deutlich, dass der Verein 1882 anlässlich der Errichtung einer neuen Kapelle in Lantershofen die Kanzel stiftete. Ab 1898 verlor der Verein durch den Bau des Lantershofener Winzervereinsgebäudes seine wichtigste Einnahmequelle, die Ausrichtung der Tanzveranstaltungen an den Kirmestagen, da diese seitdem vom Winzerverein durchgeführt wurden. Das Vereinsleben kam in der Folge nahezu zum Erliegen. Im Jahr 1910 feierte der Verein noch das 75. Jubiläum der Statuten von 1835, ehe er seine Aktivitäten 1914 mit dem Ausbruch des Ersten Weltkrieges und der Einberufung der Mehrzahl seiner Mitglieder gänzlich einstellte. Bis 1918 fielen 16 der Vereinsmitglieder dem Krieg zum Opfer, jedoch wurde schon 1919 das Vereinsleben wieder reaktiviert und eine Schwenkfahne für Fähndelschwenk-Wettbewerbe angeschafft. Die folgenden Jahre waren geprägt von der regelmäßigen Abhaltung von Tanzveranstaltungen und engem Kontakt mit den Junggesellenvereinen der umliegenden Ortschaften.
1927 formte sich der Lantershofener Junggesellenverein, die Tradition der Schützenbruderschaften wieder stärker betonend in eine Junggesellen-Schützengesellschaft um. Mit der Abtretung der Ausrichtung des Kirmesmontagballs durch den Winzerverein an die Junggesellen-Schützengesellschaft stand dieser wieder eine größere Einnahmequelle zur Verfügung. Im gleichen Jahr wurde auch damit begonnen ein Tambourcorps als vereinseigenen Spielmannszug auszubilden. Dies musste jedoch im Verborgenen erfolgen, da die Ausbildung von Tambour- und Pfeifencorps durch die alliierte Rheinlandkommission, welche die in Folge des Versailler Vertrages zeitweise besetzten Gebiete im Rheinland verwaltete, untersagt war. Der damalige Hauptmann der Gesellschaft, Eduard Schütz, wurde nach dem Auftreten des Tambourcorps an den Kirmesfeierlichkeiten sogar zu einer Geldstrafe in Höhe von 50 Reichsmark verurteilt, da er die Aufstellung des Tambourcorps geduldet hatte. Von einer Freiheitsstrafe wurde nur in Anbetracht seiner Jugend abgesehen. Die Umstrukturierungsmaßnahmen innerhalb der Gesellschaft fanden 1928 ihren Abschluss und die damals geschaffene Form und Gliederung der Gesellschaft sowie der Ablauf der Kirmesfeierlichkeiten sind seitdem nahezu unverändert. Im selben Jahr veranstaltete die Gesellschaft trotz eines kurzfristig ergangenen Verbotes durch die alliierte Rheinlandkommission das erste Schützenfest.
Anderthalb Monate nachdem die Gesellschaft im Juli 1935 in einer großen Festveranstaltung das 100. Jubiläum der Statuten von 1835 gefeiert hatte, begann sie unter administrativen Druck der nationalsozialistischen Verwaltung zu geraten. Im Vorfeld des Schützenfestes im September 1935 erging an die Gesellschaft die Anordnung an ihrer Gesellschaftsfahne Hakenkreuzwimpel als Zeichen der Identifikation mit den Zielen des Nationalsozialismus zu befestigen. Während die meisten Schützenbruderschaften, in der Hoffnung sich so mit dem NS-Staat arrangieren zu können und ihren mit der NS-Ideologie eigentlich nicht zu vereinbarenden christlichen Traditionskern zu erhalten, derartigen Anordnungen Folge leisteten, umgingen die Lantershofener Schützen sie, indem sie beschlossen, den Posten des Fähnrichs der Tragfahne vakant bleiben zu lassen. 1937 wurde dann die Gesellschaft aufgefordert, sich in einen NS-Schießsportverein umzuwandeln und als sich der Vorstand weigerte dieser Anordnung nachzukommen, wurde der Gesellschaft verboten, ihre Mitgliederversammlung im April 1938 durchzuführen. Um weiteren Repressalien zu entgehen, beschloss man, die Gesellschaft bis auf weiteres ruhen zu lassen. Auch während des Zweiten Weltkrieges fand eine ganze Reihe von Mitgliedern der Gesellschaft den Tod, darunter auch der Fähnrich der Schwenkfahne, der Schriftführer und der Kassierer des letzten Vorstands vor dem Krieg.
Bereits 1947 wurde die Gesellschaft wieder ins Leben gerufen. Aufgrund der Anordnungen der Besatzungsbehörden durfte im September zunächst noch kein klassisches Königsvogelschießen veranstaltet werden, weshalb die Schützenkönige der Jahre 1947 und 1948 durch ein Speerwerfen auf ein Glasvögelchen im Saal des Lantershofener Winzervereinsgebäudes ermittelt wurden. In den Jahren 1949 und 1950 erfolgte das Königsvogelschießen dann mittels einer Armbrust, bevor seit 1951 wieder mit Gewehren, zunächst Floberts, geschossen werden durfte.

## Die Gesellschaft heute

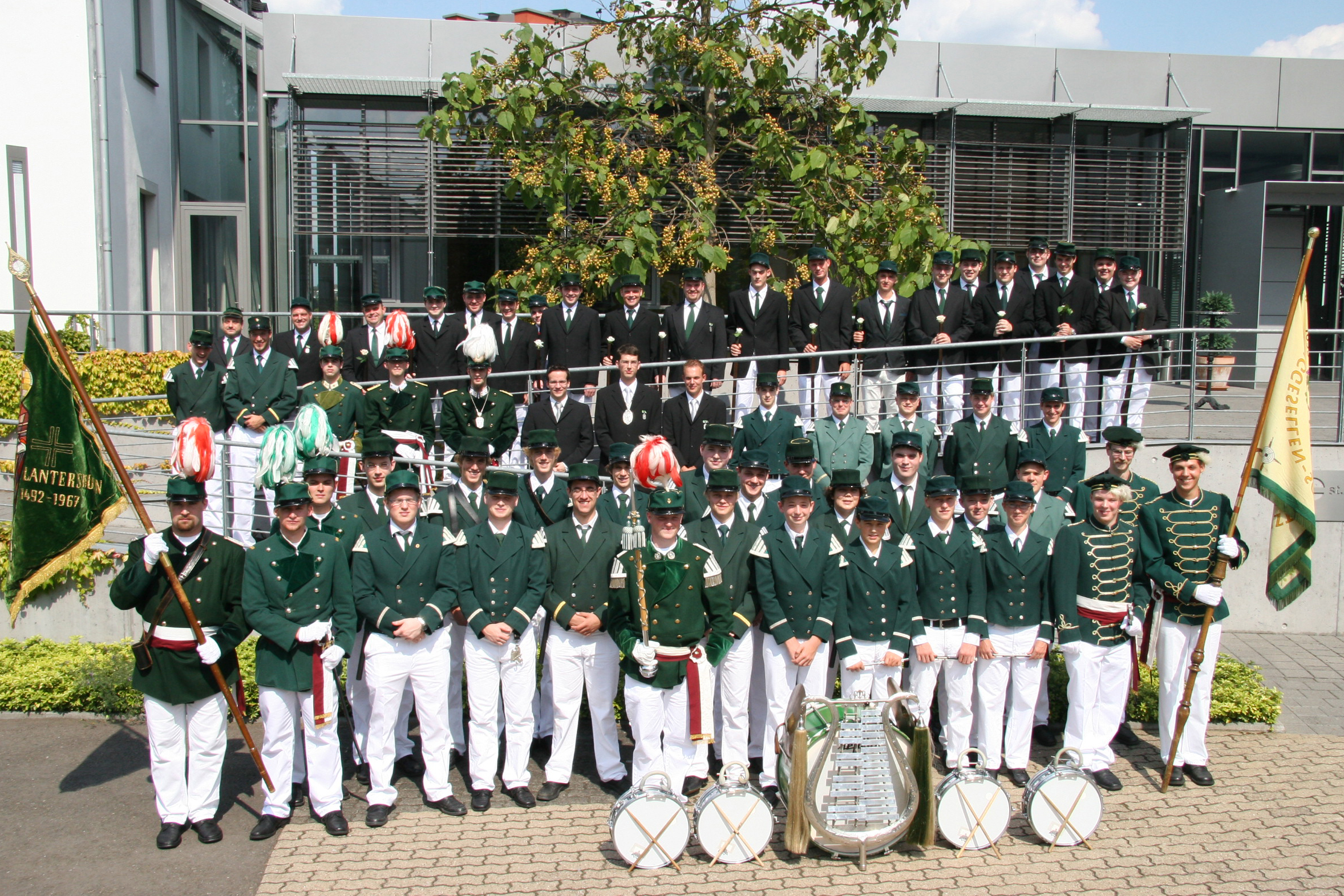
Gesellschaftsfoto in der Burg Lantershofen 2008

Die Gesellschaft übt heute eine zentrale Funktion im örtlichen Vereinsleben aus. Neben Schützenfest, Kirmes und Maubichfest, deren Hauptausrichter die Junggesellenschützen sind, beteiligen sie sich auch an der Durchführung des Karnevals, des St. Martinsfestes, der Fronleichnamsprozession, dem Maianspielen und dem Adventsmärktchen. Außerdem stellen die Junggesellen den Maibaum auf dem Kirchenvorplatz jedes Jahr von Hand auf und gestalten zahlreiche weitere, unregelmäßig stattfindende Veranstaltungen innerhalb des Ortes maßgeblich mit.
Ihre Hauptaufgaben, wie sie sie in ihrer Satzung definiert hat, sieht die Gesellschaft darin:
1. echte Kameradschaft zu pflegen,
2. Liebe und Treue zum Heimatort Lantershofen zu erhalten und zu fördern,
3. das Schützenfest und die Kirmestage in althergebrachter Weise zu feiern,
4. Denkmalschutz zu üben,
5. die Marsch- und Volksmusik zu pflegen und
6. das musikalische Verständnis zu wecken, zu fördern und zu erhalten.

## Die Organe der Gesellschaft

### Mitgliederversammlung
Die Mitgliederversammlung, zu der alle Mitglieder der Gesellschaft eingeladen sind, tritt mindestens einmal im Jahr zusammen. Die ordentliche Mitgliederversammlung erfolgt stets am 30. April. Sie ist das höchste Entscheidungsorgan der Gesellschaft und ihre wichtigste Aufgabe besteht darin, durch Wahl Vorstand, Fahnenbegleiter und die Kassenprüfer zu bestimmen. Eine Besonderheit bei den Lantershofener Junggesellenschützen besteht darin, dass die Mitgliederversammlung nur beschlussfähig ist, wenn mindestens die Hälfte der aktiven Vereinsmitglieder erschienen ist.

### Vorstand
Die laufenden Geschäfte der Gesellschaft werden durch den Vorstand geführt. Diesem gehören neun Posten an:
- König
- Hauptmann
- 1. Offizier
- 2. Offizier
- Fähnrich der Tragfahne
- Fähnrich der Schwenkfahne
- Tambourmajor
- Schriftführer
- Kassierer

Der amtierende Schützenkönig ist automatisch Mitglied im Vorstand und wird als einziger nicht durch Wahl bestimmt. Alle übrigen Posten werden von den Mitgliedern der Gesellschaft auf der ordentlichen Mitgliederversammlung am 30. April des Jahres für die Dauer von einem Jahr gewählt. Scheidet ein gewähltes Vorstandsmitglied im Laufe des Jahres aus seinem Amt aus, wird der Posten vom Vorstand kommissarisch bis zur nächsten Mitgliederversammlung neu besetzt. Eine Ausnahme stellt hierbei der Posten des Hauptmanns dar, welcher nach seinem Ausscheiden nur durch eine außerordentliche Mitgliederversammlung neu besetzt werden darf. Die Posten des Schriftführers und Kassierers dürfen in Ausnahmefällen auch von anderen Vorstandsmitgliedern mit übernommen werden.

## Gliederung und Uniformierung der Gesellschaft
Die Gesellschaft ist in verschiedene Züge untergliedert. Die Mitgliedschaft in einem dieser Züge ist jedoch im Gegensatz zu den meisten Schützenbruderschaften nicht bindend und die einzelnen Züge stellen keine Einzelvereine dar, wodurch es zu einer regen Fluktuation der Mitglieder dieser Züge untereinander kommt. Es existieren vier Züge:

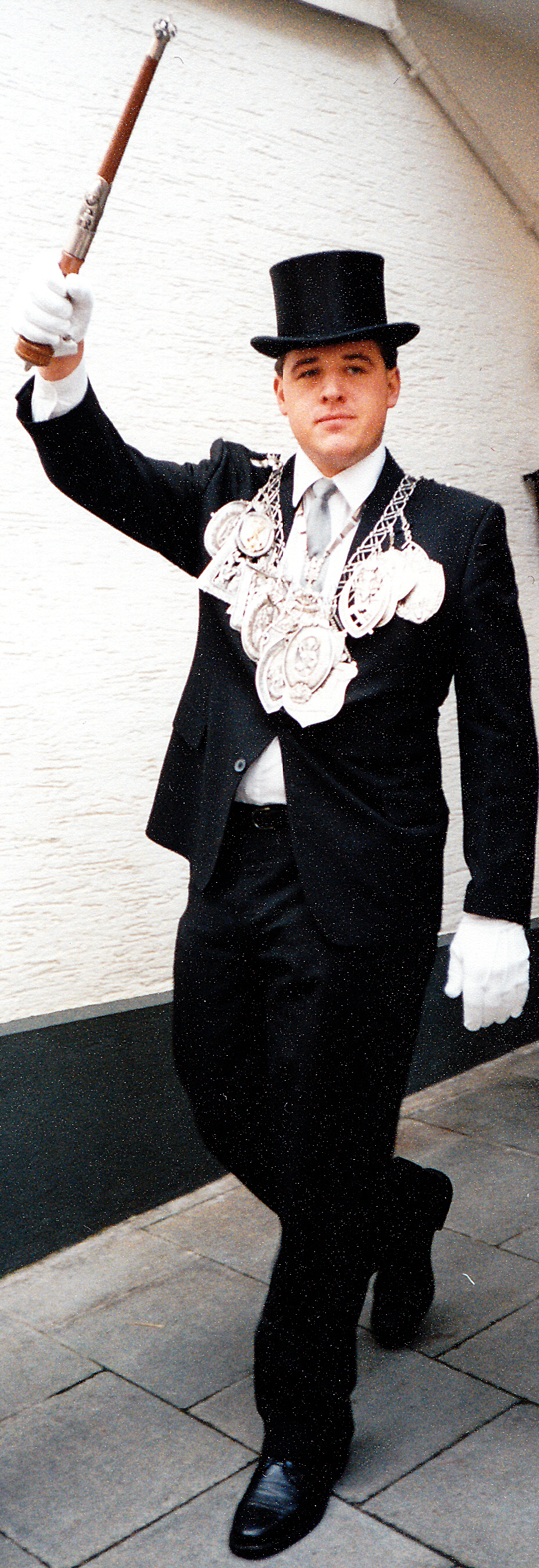
Der Schützenkönig von 1994

### Tambourcorps
Das Tambourcorps ist der Spielmannszug der Gesellschaft. Es wird geleitet von einem Tambourmajor, den die Mitglieder der Gesellschaft in einer jährlichen Wahl bestimmen. Zu den im Tambourcorps verwendeten Instrumenten zählen Lyra, Spielmannsflöte, Spielmannstrommel, Fanfare, Pauke und Becken. Eine Besonderheit dieses Zuges besteht darin, dass ihm auch Nicht-Mitglieder der Gesellschaft angehören dürfen, sofern sie männlich sind, in Lantershofen leben und mindestens das 12. Lebensjahr vollendet haben. Die Mitgliedschaft im Tambourcorps stellt für viele den Einstieg in das Vereinsleben dar. Die Uniform der Spielleute besteht aus einer grünen Uniformjacke mit grün-weißen Schwalbennestern, einer grünen Kappe mit schwarzem Schirm, einem weißen Hemd mit grüner Krawatte, weißer Schützenhose und schwarzen Lederschuhen. Der Tambourmajor trägt einen zweireihigen, grünen Waffenrock mit grün-weißen Schwalbennestern, eine rot-weiße Schärpe, eine grüne Kappe mit schwarzem Schirm und aufgesetztem rot-weißen Federbusch, weiße Lederhandschuhe, eine weiße Schützenhose und schwarze Lederschuhe. Außerdem führt er einen Tambourmajorsstab.

### Königsglied
Das Königsglied besteht innerhalb des Jahres nur aus drei Personen, dem Schützenkönig und seinen beiden Begleitern. Der Schützenkönig wird jährlich im Rahmen des Lantershofener Schützenfestes mittels eines Wettschießens unter den Gesellschaftsmitgliedern ermittelt. Seine beiden Begleiter kann der Schützenkönig frei aus allen Mitgliedern der Gesellschaft wählen, es ist jedoch üblich, dass er den Schützenkönig des Vorjahres zu einem seiner Begleiter bestimmt. Eine Erweiterung erfährt das Königsglied nur an den Tagen der St. Lambertus Kirmes, indem sich ihm die Jubiläumskönige der Gesellschaft von vor 25, 50 und 60 Jahren, die Mitglieder der Bürgervereinigung Lantershofen sowie eine Reihe von Ehrengästen anschließen. Die Mitglieder des Königsgliedes tragen einen schwarzen Anzug, schwarze Lederschuhe, ein weißes Hemd mit silberner Krawatte, weiße Stoffhandschuhe und einen schwarzen Zylinder. Der König führt als Amtszeichen ein hölzernes Zepter mit Silberbeschlägen, an einer Kette den silbernen Königsschild und die Königskette, an welcher die von den letzten 25 Schützenkönigen gestifteten Silberschilde befestigt sind. Die Jubiläumskönige tragen als Amtszeichen ebenfalls Zepter und Königsketten, an denen die älteren gestifteten Silberschilde befestigt sind.

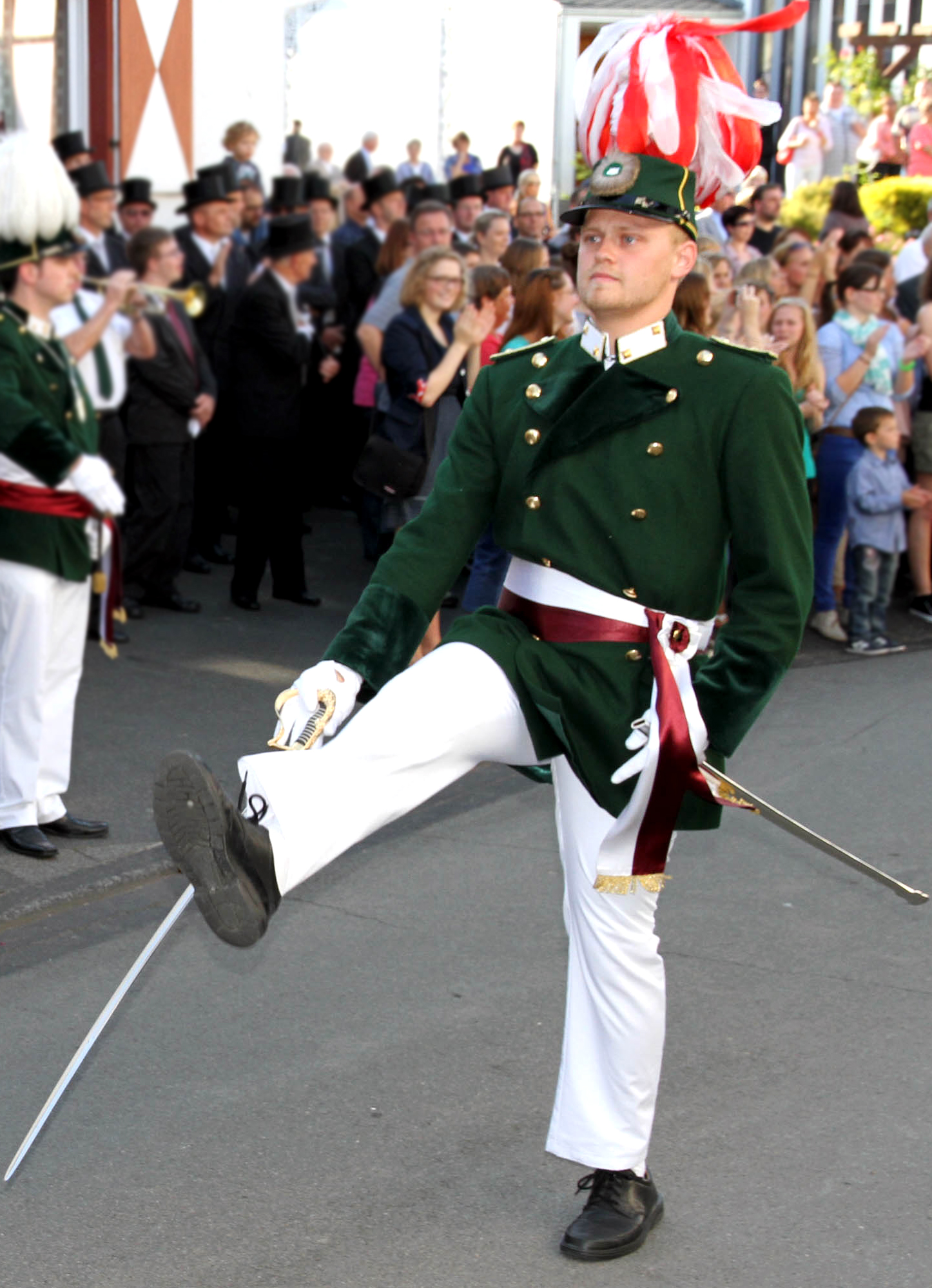
1. Offizier beim Marschieren 2012

### Fahnengruppe
Die Mitglieder der Fahnengruppe werden durch jährliche Wahl von den Mitgliedern der Gesellschaft bestimmt. Geleitet wird sie vom 1. Offizier der Gesellschaft. Ihr gehören der Fähnrich der Tragfahne und der Fähnrich der Schwenkfahne, jeweils mit zwei Begleitern an. Die Uniformen des 1. Offiziers, des Fähnrichs der Tragfahne und seiner Begleiter bestehen aus einem zweireihigen, grünen Waffenrock, einer rot-weißen Schärpe, weißen Stoffhandschuhen, einer weißen Schützenhose, schwarzen Lederschuhen und einer grünen Kappe mit schwarzem Schirm und aufgesetztem Federbusch. Die Federbüsche des 1. Offiziers und des Fähnrichs der Tragfahne sind rot-weiß, die der Begleiter des Fähnrichs der Tragfahne grün-weiß gefärbt. An der Kappe des 1. Offiziers ist eine Kokarde befestigt. Der 1. Offizier trägt zudem einen Löwenkopfsäbel, die Begleiter des Tragfähnrichs tragen Reitersäbel. Der Fähnrich der Tragfahne führt die Gesellschaftsfahne mit sich. Die Uniformen des Fähnrichs der Schwenkfahne und seiner Begleiter besteht aus einer grünen Attila, einer rot-weißen Schärpe, einer grünen Junkermütze mit weißem Federschmuck, weißen Stoffhandschuhen, einer weißen Schützenhose und schwarzen Lederschuhen. Die Begleiter des Fähnrichs der Schwenkfahne tragen Reitersäbel, während der Schwenkfähnrich die Schwenkfahne der Gesellschaft mit sich führt.

### Infanteriegruppe
Die Infanteriegruppe wird geleitet durch den 2. Offizier des Vereins, welchen die Gesellschaftsmitglieder durch jährliche Wahl bestimmen. Die Angehörigen dieses Zuges werden auch „Mösche“ (Spatzen) genannt. Die Mitgliedschaft in der Infanteriegruppe, welche außerhalb der Kirmesfeierlichkeiten keine offizielle Funktion ausübt, wählen die Junggesellenschützen häufig gegen Ende ihres Vereinslebens. Die Infanteristen tragen ein weißes Hemd mit grüner Krawatte, ein schwarzes Jackett, eine grüne Kappe mit schwarzem Schirm, eine weiße Schützenhose und schwarze Lederschuhe. Sie sind mit Holzgewehren „bewaffnet“ auf deren Mündung Blumen aufgepflanzt werden. Die Uniform des 2. Offiziers entspricht grundsätzlich der des 1. Offiziers.

### Sonderstellung des Hauptmanns
Der Hauptmann ist als Vorsitzender der Gesellschaft keinem der vier Züge zuzuordnen. Seine Uniform entspricht weitestgehend denen der beiden Offiziere, er trägt jedoch einen weißen Federbusch, einen besonderen Säbel mit Portepee und als Amtszeichen an einer Kette den silbernen Hauptmannsschild.

## Feste und Veranstaltungen

### Schützenfest
Das Lantershofener Schützenfest findet traditionell am Sonntag des zweiten Wochenendes im September statt. In diesem Rahmen wird jährlich ein neuer Schützenkönig aus den Reihen der Gesellschaft durch ein Wettschießen ermittelt. Schützenkönig wird derjenige, dem es gelingt einen Holzpflock unterhalb des Königsvogels zu zerschießen, so dass der Königsvogel hinunter stürzt. Außerdem werden am Schützenfest auch ein Wettschießen der Lantershofener Ortsvereine, ein Wettschießen zwischen den Vorständen der Lantershofener und der Ahrweiler Junggesellen-Schützengesellschaften sowie ein offenes Preisvogelschießen veranstaltet.

### Kirmes
Die traditionelle Lantershofener Kirmes findet rund um das dritte Wochenende im September, in zeitlicher Nähe zum katholischen Gedenktag des Heiligen Lambert von Lüttich, statt und wird seit 1927 in gleicher Weise begangen. Sie ist das Hauptfest der Gesellschaft und der einzige regelmäßige Anlass, an dem die gesamte Gesellschaft in Uniform aufzieht. Die Haupttage der Kirmes sind Sonntag und Montag. Der Kirmessonntag wird durch eine Heilige Messe eröffnet. Nachmittags finden eine Festandacht sowie ein Platzkonzert, ein Fähndelschwenken und eine Parade zu Ehren des Schützenkönigs und der Jubiläumskönige statt. Der Kirmesmontag wird ebenfalls durch eine heilige Messe eröffnet, an die sich eine Gefallenenehrung und ein Festkommers anschließen. Der Festkommers stellt die zentrale Veranstaltung der Kirmestage dar. An ihm nehmen diverse politische und geistliche Würdenträger aus der Region teil. Nachmittags finden wiederum Platzkonzert, Fähndelschwenken und Parade zu Ehren des Schützenkönigs und der Jubiläumskönige statt. An beiden Abenden veranstaltet die Gesellschaft Tanzbälle im Saal des Lantershofener Winzervereins.

### Maubichfest
Das Maubichfest wird seit 1968 veranstaltet und findet am Samstag und Sonntag des dritten Wochenendes im Juli statt. Namensgeber des Festes ist der sogenannte Maubichkuchen, ein Hefeteigkuchen mit einem Aufstrich aus getrockneten Birnen, dessen Herstellung als besonders typisch für Lantershofen galt.

## Sonstiges

### Satzung
Die momentan gültige Fassung der Vereinssatzung wurde am 26. Oktober 2012 in das Vereinsregister am Amtsgericht Koblenz eingetragen und ersetzt die vorherige Fassung aus dem Jahr 1983.

### Die Fahnen der Gesellschaft
Die Junggesellen-Schützen-Gesellschaft „St. Lambertus“ Lantershofen besitzt vier Fahnen:

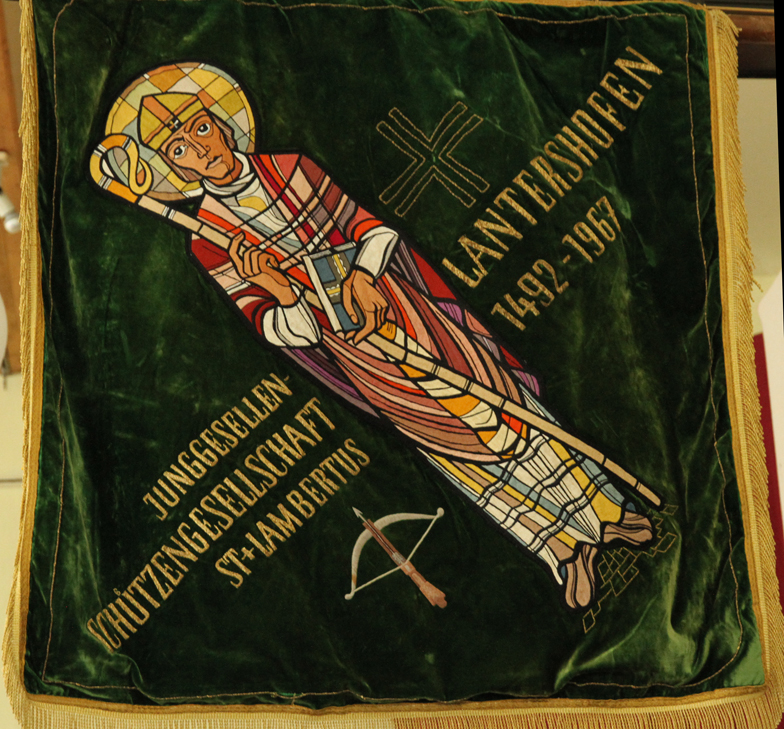
Kirchliche Seite der aktuellen Gesellschaftsfahne von 1967

Die aktuelle Gesellschaftsfahne wird vom Fähnrich der Tragfahne geführt. Sie wurde 1967 im Auftrag der Gesellschaft von der Bonner Fahnenfabrik gefertigt und am 17. September 1967, anlässlich der Lantershofener Kirmesfeierlichkeiten durch den damaligen Pastor der Pfarrei Karweiler, Paul Solbach, geweiht. Wie die meisten Fahnen von Schützenbruderschaften besitzt ihr Tuch eine kirchliche und eine weltliche Seite. Die kirchliche Seite ist im Hintergrund mit grünem Samt besetzt. Ihr zentrales Motiv stellt den Heiligen Lambert von Lüttich mit Bischofsstab, Bibel, Mitra und Nimbus dar. Links des Hauptmotives findet sich der Schriftzug: „Junggesellen-Schützengesellschaft St + Lambertus“ und darunter die Abbildung einer Armbrust. Rechts des Hauptmotives befindet sich der Schriftzug: „Lantershofen 1492–1967“ und darüber die Abbildung eines Kreuzes. Der Hintergrund der weltlichen Seite besteht aus weißem Tuch. Ihr zentrales Motiv ist das Wappen der Grafen von Blankart, welche vom späten Mittelalter bis in die frühe Neuzeit mit Burg Lantershofen, dem heutigen Sitz des interdiözesanen Studienhauses St. Lambert, einen Adelssitz innerhalb des Ortes unterhielten.
In einem kreisförmigen Schriftzug um das Wappen sind die Werte abgebildet, auf welche sich die Gesellschaft beruft: Religion und Tugend, Arbeitsamkeit und Fleiß, Frohsinn und Scherz, Eintracht und Liebe. Alle Darstellungen auf dem Fahnentuch sind diagonal abgebildet, da die Fahne jedoch mittels einer Koppel aufrecht getragen wird, erscheinen dem Betrachter die abgebildeten Motive aufrecht stehend. Die Fahne wird anlässlich des Lantershofener Schützenfestes und der Lantershofener Kirmes, der Fronleichnamsprozession der Pfarrei Karweiler, Hochzeiten von Hauptleuten der Gesellschaft und Beerdigungen von ehemaligen Hauptleuten und Schützenkönigen der Gesellschaft mitgeführt.
Die alte Gesellschaftsfahne wird bei öffentlichen Anlässen von der Gesellschaft mit Rücksicht auf ihr Alter seit 1967 nicht mehr mitgeführt. Sie befindet sich heute in einer Vitrine im Saal des Lantershofener Winzervereins. Geweiht wurde die Fahne im Jahr 1879 und ihr Hauptmotiv stellt den Heiligen Lambert von Lüttich, auf einer Wolke stehend, mit Bischofsstab, Schwert, Mitra und Nimbus dar. Zu beiden Seiten des Heiligen befinden sich Weinranken. Der Schriftzug oberhalb des Hauptmotivs lautet: „Junggesellen-Verein 1879“ der Schriftzug unterhalb: „St. Lambertus. Lantershofen.“. In den Ecken der Fahne sind wiederum die Werte, auf welche sich die Gesellschaft beruft, abgebildet.
Die aktuelle Schwenkfahne wird vom Fähnrich der Schwenkfahne geführt. Sie wurde 1987 von der Gesellschaft angeschafft. Zentrales Bildmotiv der Fahne ist eine Ährengarbe mit davor gekreuzter Sense und Rechen. Die Umrahmung bildet ein Weinrebenkranz. Halbkreisförmig oberhalb des Hauptmotivs befindet sich der Schriftzug: „Junggesellen-Schützen“ unterhalb der Schriftzug „Lantershofen“, rechts und links die Jahreszahlen „1835“ und „1987“. In zwei gegenüberliegenden Ecken der Fahne sind Zielscheiben mit jeweils zwei dahinter gekreuzten Gewehren, in den anderen beiden Ecken je ein dreiblättriges Eichenlaub abgebildet. Fähndelschwenken führt die Gesellschaft im Rahmen des Lantershofener Schützenfestes, der Lantershofener Kirmes, des Maianspielens am 30. April, bei Hochzeiten von Vereinsmitgliedern und dorfinternen Goldhochzeiten durch.
Bis 1987 verwendete die Gesellschaft eine Schwenkfahne, die ihr 1957 von den Ehrenmitgliedern der Gesellschaft gespendet worden war. Bis auf das abweichende Stiftungsjahr 1957 statt 1987 war diese Fahne in ihrer optischen Erscheinung mit der aktuellen Schwenkfahne der Gesellschaft identisch.
Bis 1957 verwendete die Gesellschaft eine Schwenkfahne, die sie 1919 erworben hatte. Der Verbleib dieser Fahne ist ungeklärt.

### Verbindung zur Bürgervereinigung Lantershofen
Der Ursprung der Bürgervereinigung Lantershofen liegt im Königsglied der Junggesellen-Schützen-Gesellschaft „St. Lambertus“ Lantershofen. Bis in die frühen 1950er Jahre schlossen sich die durch Heirat aus der Gesellschaft ausgeschiedenen Mitglieder an den Kirmestagen als sogenannte Ehrenmitglieder dem Königsglied an. Da aufgrund der Mitgliederentwicklung der Gesellschaft die Anzahl der Ehrenmitglieder stark anstieg, stieg damit auch die finanzielle Belastung für den Schützenkönig, der für ihre Bewirtung am Kirmesmontag aufkam. Aus diesem Grund entschlossen sich die Ehrenmitglieder, den Schützenkönig hierbei finanziell zu unterstützen. Diese Gruppe entwickelte mit der Zeit eine feste Vereinsstruktur und wurde zur Bürgervereinigung Lantershofen. Die zentrale Aufgabe dieses Vereins, der heute über weit mehr als 250 Mitglieder verfügt, besteht nach wie vor in der Unterstützung der Arbeit der Lantershofener Junggesellenschützen.

### Verbindung zum Ahrweiler Schützenwesen
Die Lantershofener Junggesellen-Schützen unterhalten traditionell besonders enge Beziehungen zu den Ahrweiler Bürger- und Junggesellenschützen. Die Lantershofener und Ahrweiler Junggesellenschützen bezeichnen sich gegenseitig sogar als Brudergesellschaften. Die Vorstandsmitglieder der Lantershofener Junggesellenschützen nehmen als Ehrengäste am Ahrweiler Patronatsfest und Schützenfest teil, die Ahrweiler Vorstände am Lantershofener Schützenfest und der Kirmes. Zwischen den Lantershofener und Ahrweiler Junggesellenschützen wird zudem jährlich am Lantershofener Schützenfest ein Wettschießen abgehalten.

### Die Brötchesmädche
Eine weitere Unterstützungsgruppe der Junggesellenschützen sind die sogenannten „Brötchesmädche“. Sie übernehmen beim Festkommers am Kirmesmontag die Bewirtung und unterstützen die Gesellschaft bei der Ausrichtung des Maubichfestes, des Adventsmärktchens und dem Aufstellen des Maibaums. Die „Brötchesmädche“ verfügen über keine feste Vereinsstruktur oder Mitgliederliste, sondern werden jedes Jahr vom amtierenden Schützenkönig eingeladen. Ihre ausschließlich weiblichen Mitglieder müssen mindestens das 16. Lebensjahr vollendet haben, unverheiratet sein und in Lantershofen leben. Anlässlich des Festkommerses am Kirmesmontag tragen die „Brötchesmädche“ weiße Blusen und Schürzen sowie schwarze Röcke.

### Liste der Schützenkönige
| 1928                     | Franz Mombauer       |
| 1929                     | Christoph Dünker     |
| 1930                     | Jakob Krämer         |
| 1931                     | Toni Fuchs           |
| 1932                     | Alois Krupp          |
| 1933                     | Adolf Langen         |
| 1934                     | Richard Klaes        |
| 1935                     | Josef Görres         |
| 1936                     | Peter Münch          |
| 1937                     | Lorenz Schneider     |
| – keine Schützenkönige – |                      |
| 1947                     | Heinz Bach           |
| 1948                     | Herbert Hergarten    |
| 1949                     | Alois Franzen        |
| 1950                     | Leo Kappen           |
| 1951                     | Josef Franken        |
| 1952                     | Horst Schierack      |
| 1953                     | Willi Buchholz       |
| 1954                     | Hermann-Josef Efferz |
| 1955                     | Werner Efferz        |

| 1956 | Heinz Dünker       |
| 1957 | Heinz Ley          |
| 1958 | Josef Drodten      |
| 1959 | Walter Mombauer    |
| 1960 | Herbert Wronka     |
| 1961 | Richard Fuchs      |
| 1962 | Hans Rick          |
| 1963 | Norbert Muth       |
| 1964 | Erich Klaes        |
| 1965 | Hans-Walter Bender |
| 1966 | Otto Krämer        |
| 1967 | Wilfried Winand    |
| 1968 | Gerhard Bertram    |
| 1969 | Bruno Winand       |
| 1970 | Günter Görgen      |
| 1971 | Heinz Schütz       |
| 1972 | Gerhard Schaaf     |
| 1973 | Heinz Bach         |
| 1974 | Ewald Röder        |
| 1975 | Reinhard Schütz    |

| 1976 | Franz-Peter Efferz   |
| 1977 | Karl-Josef Scholl    |
| 1978 | Thomas Schaaf        |
| 1979 | Erich Althammer      |
| 1980 | Klaus-Peter Efferz   |
| 1981 | Helmut Kappen        |
| 1982 | Karl-Heinz Ley       |
| 1983 | Hans-Peter Steinborn |
| 1984 | Rolf Franzen         |
| 1985 | Werner Assenmacher   |
| 1986 | Leo Krämer           |
| 1987 | Rolf Ahrend          |
| 1988 | Helmut Kuttig        |
| 1989 | Uli Ley              |
| 1990 | Peter-Josef Schütz   |
| 1991 | Thomas Franken       |
| 1992 | Uli Doll             |
| 1993 | Lothar Krämer        |
| 1994 | Stefan Fabritius     |
| 1995 | Ralf Münch           |

| 1996 | Markus Gansewig        |
| 1997 | Werner Braun           |
| 1998 | Karl-Heinz Schweinheim |
| 1999 | Markus Jüris           |
| 2000 | Gregor Winand          |
| 2001 | Jörg Bender            |
| 2002 | Tibor Bender           |
| 2003 | Mario Fuchs            |
| 2004 | Christian Althammer    |
| 2005 | Bernd Knieps           |
| 2006 | Frank Wieners          |
| 2007 | Roman Kappen           |
| 2008 | Thomas Hergarten       |
| 2009 | Johannes Kappen        |
| 2010 | Andreas Althammer      |
| 2011 | Marco Schmidt          |
| 2012 | Manuel Efferz          |
| 2013 | Dominik Knieps         |
| 2014 | Benedikt Queckenberg   |
| 2015 | Marco Böhm             |

| 2016 | Robin Grießel      |
| 2017 | Benedikt Fabritius |
| 2018 | Matthias Schopp    |
| 2019 | Markus Fabritius   |

### Liste der Hauptleute
| 1928–1950 | Eduard Schütz   |
| 1950–1951 | Paul Bender     |
| 1951–1956 | Alfons Bender   |
| 1956–1957 | Josef Franken   |
| 1957–1966 | Otto Krämer     |
| 1966      | Matti Jüris     |
| 1966      | Otto Krämer     |
| 1966–1969 | Bruno Winand    |
| 1969–1975 | Reinhard Schütz |

| 1975–1979 | Erich Althammer    |
| 1979–1981 | Heinz Schütz       |
| 1981–1984 | Rolf Franzen       |
| 1984–1987 | Hubert Münch       |
| 1987–1988 | Helmut Kuttig      |
| 1988–1990 | Peter-Josef Schütz |
| 1990–1993 | Uli Ley            |
| 1993–1995 | Michael Huff       |
| 1995–1997 | Werner Braun       |

| 1997–1999 | Markus Jüris      |
| 1999–2001 | Jörg Bender       |
| 2001–2005 | Bernd Knieps      |
| 2005–2008 | Mario Fuchs       |
| 2008–2010 | Andreas Althammer |
| 2010–2013 | Dominik Knieps    |
| 2013–2016 | Robin Grießel     |
| 2016–2019 | Johannes Schütz   |
| 2019–2020 | Tim Ley           |

| seit 2020 | Marco Böhm |

## Galerie

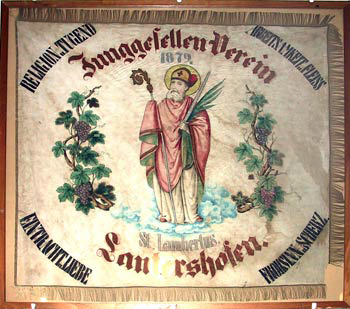
Gesellschaftsfahne von 1879
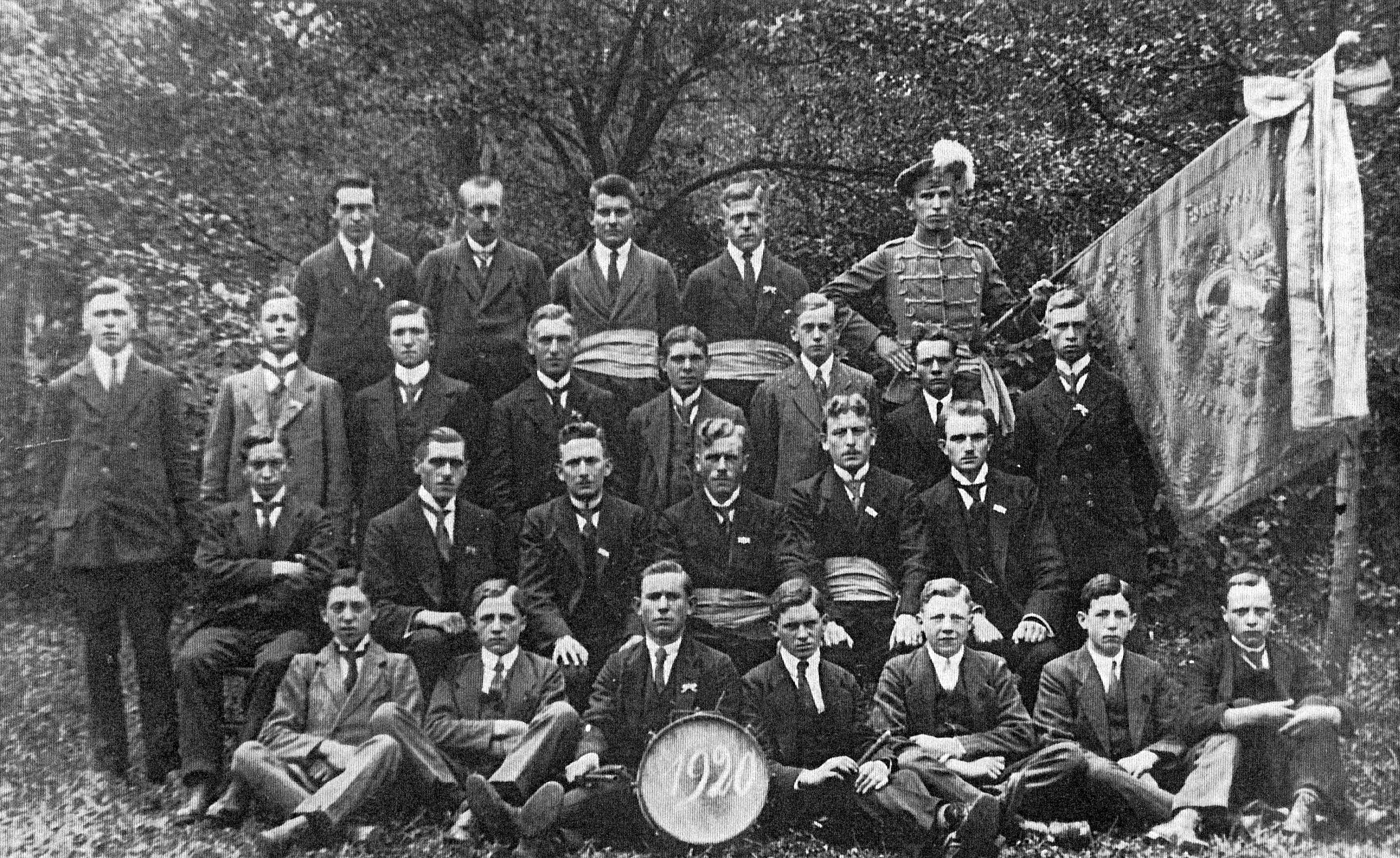
Junggesellenverein 1920
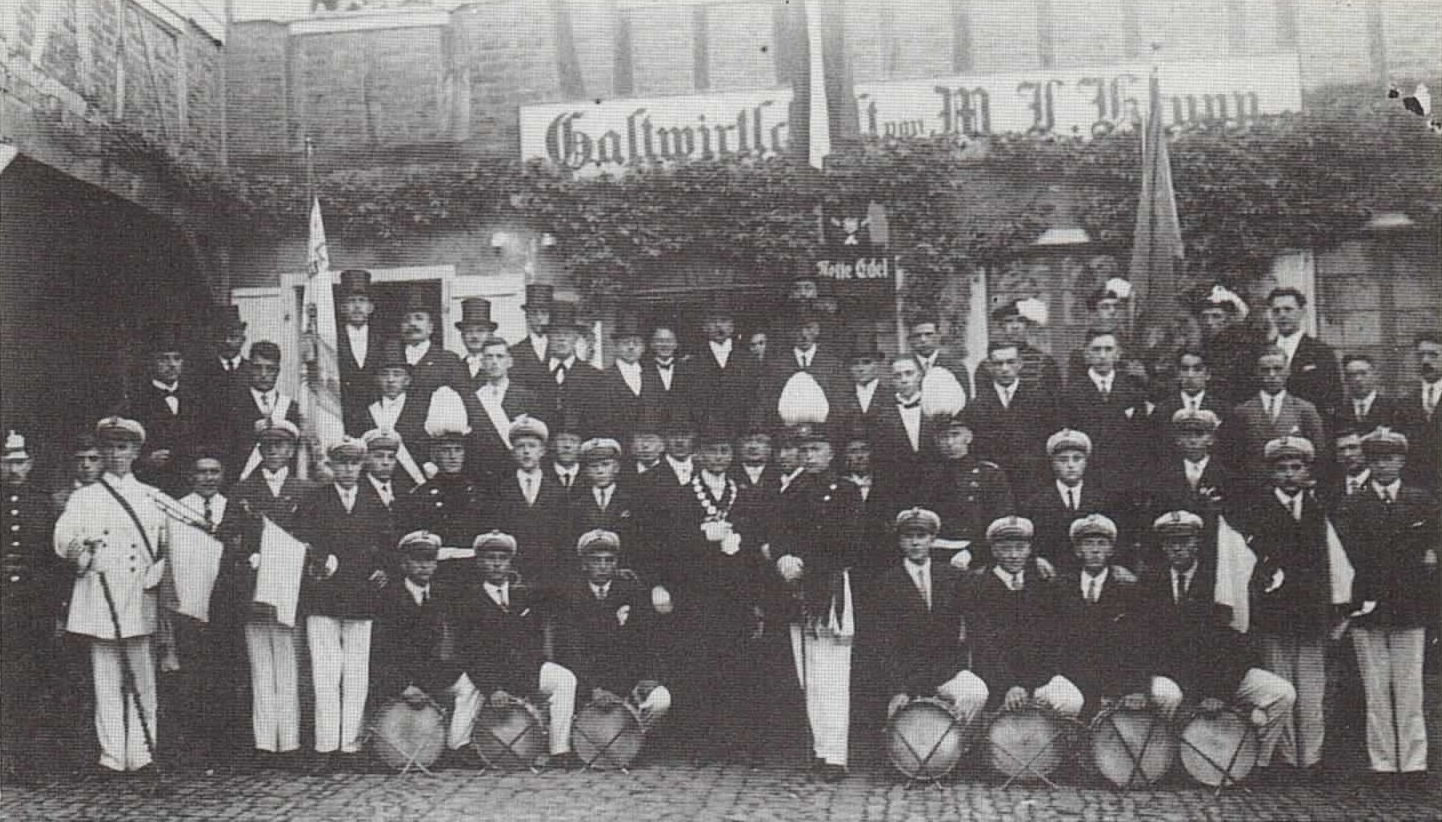
Junggesellen-Schützen-Gesellschaft 1929
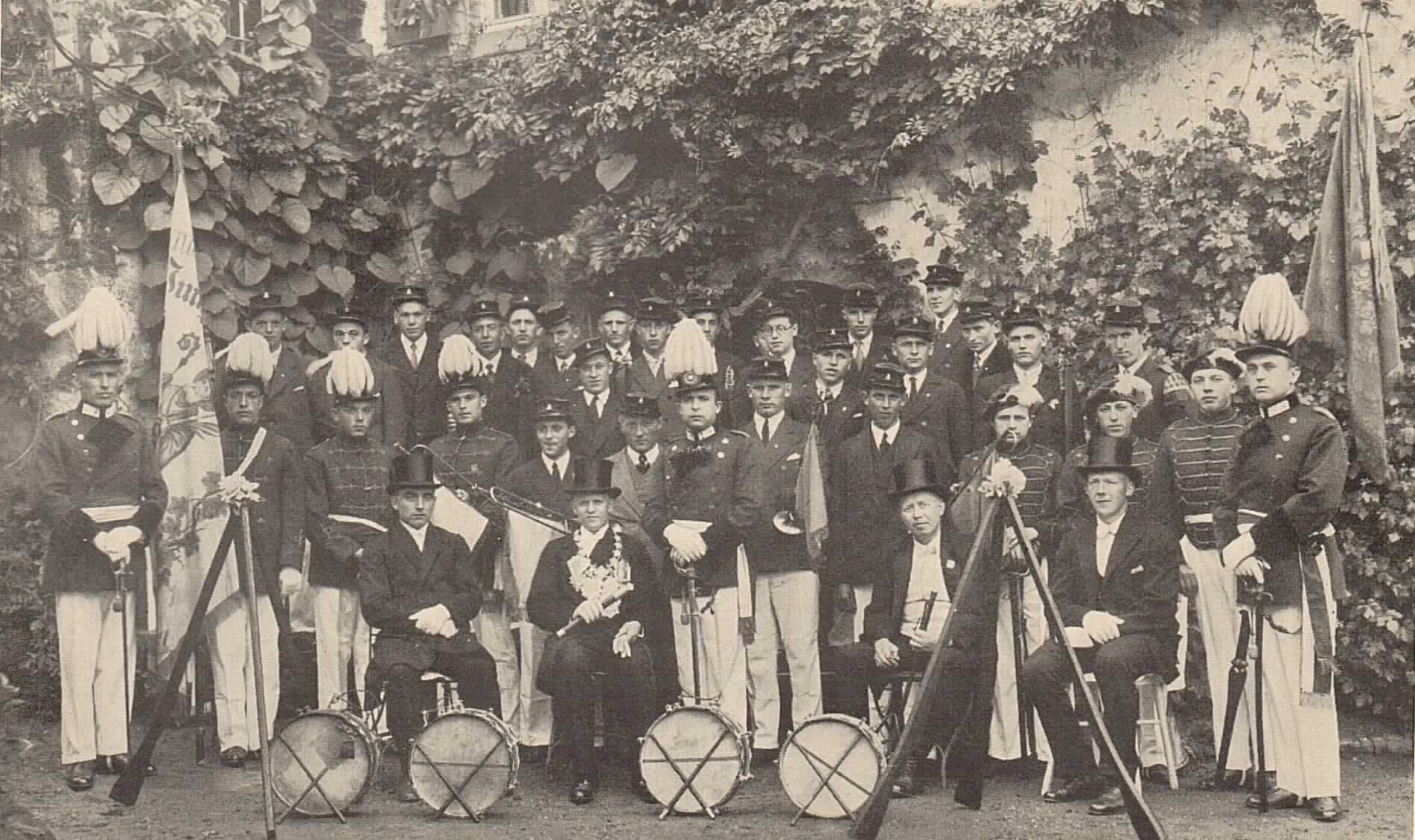
Junggesellen-Schützen-Gesellschaft 1935
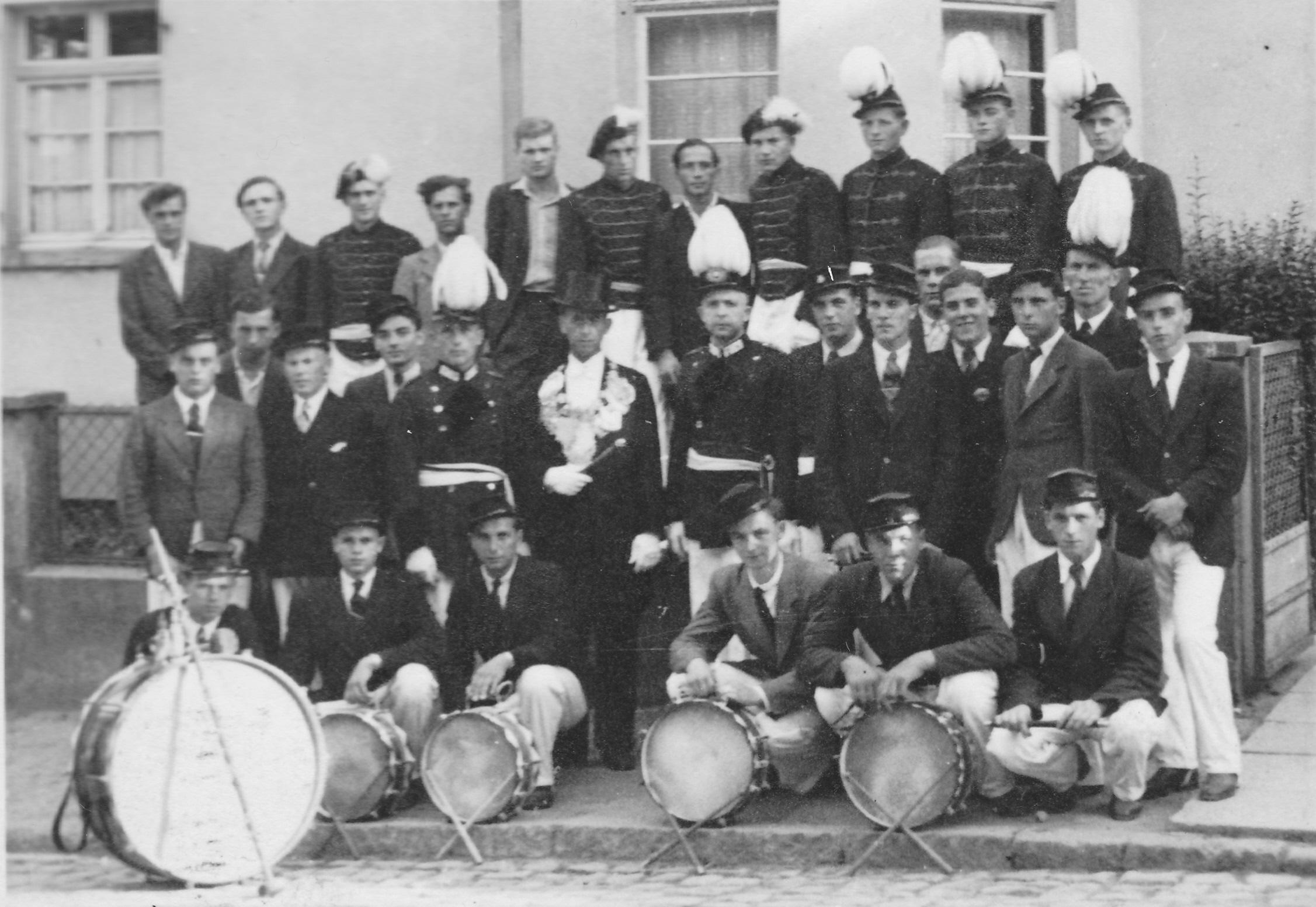
Junggesellen-Schützen-Gesellschaft 1947